# تشارلز جي. جونسون
تشارلز جي. جونسون (بالإنجليزية: Charles G. Johnson)‏ هو سياسي أمريكي، ولد في 12 أكتوبر 1880، وتوفي في 14 أكتوبر 1957. حزبياً، نشط في الحزب الجمهوري.